# Denis Casavant
Pour les articles homonymes, voir Casavant.
Denis Casavant est un journaliste, un animateur de télévision et un animateur de radio québécois né à Hull le 3 octobre 1964. Il est commentateur sportif sur plusieurs médias québécois.

## Biographie
Natif de Hull (aujourd'hui Gatineau), il commence sa carrière avec CKCH en 1982. Il couvre d'abord les Olympiques de Hull et les Rough Riders d'Ottawa. En 1986, il passe à la radio de CKAC.
Il a notamment été descripteur des matchs des Expos de Montréal sur le Réseau des sports avec Rodger Brulotte de 1989 à 2004. Casavant coanimait l'émission du matin avec Elliott Price et Shaun Starr sur TSN Radio 690 jusqu'au 28 octobre 2011 . Il était aussi présent à CFCF 12. Il faisait aussi la description des matchs des Alouettes de Montréal avec Pierre Vercheval sur RDS. Il était descripteur pour les matchs importants lors de tournois majeurs dont les Séries de la Coupe Stanley (surtout la première ronde) de la LNH et le Basketball universitaire « March Maddness » sur RDS2.
En 2002, il commente le ski acrobatique et le snowboard pour la Société Radio-Canada à Salt Lake City.

## Sources
1. ↑  « Les éphémérides d'Alcide 3 octobre », sur www.lessignets.com (consulté le 12 mai 2016)
2. ↑  (en) « Good-guy Casavant bids adieu to TSN 990 Radio »